# Alkalimetaal
| Chemische groepen         |
| ------------------------- |
| Alkalimetalen (1)         |
| Aardalkalimetalen (2)     |
| Scandiumgroep (3)         |
| Titaangroep (4)           |
| Vanadiumgroep (5)         |
| Chroomgroep (6)           |
| Mangaangroep (7)          |
| Platinagroep (8, 9 en 10) |
| Kopergroep (11)           |
| Zinkgroep (12)            |
| Boorgroep (13)            |
| Koolstofgroep (14)        |
| Stikstofgroep (15)        |
| Zuurstofgroep (16)        |
| Halogenen (17)            |
| Edelgassen (18)           |
| Lanthaniden               |
| Actiniden                 |
| Portaal Scheikunde        |

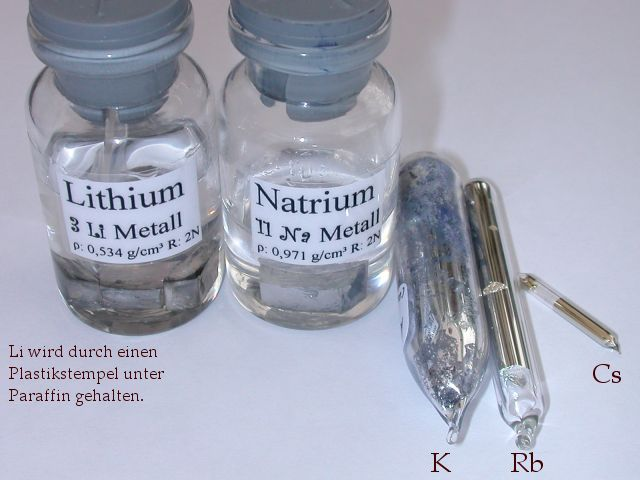
De alkalimetalen in diverse houders

Een alkalimetaal is een element uit de eerste groep van het periodiek systeem, waartoe lithium, natrium, kalium, rubidium, cesium en francium behoren. Waterstof wordt echter niet tot de alkalimetalen gerekend, omdat waterstof slechts 1 elektron bezit en niet meer de chemische eigenschappen van een alkalimetaal vertoont. Van francium, een sterk radioactief element met een halveringstijd van 21,8 minuten voor de langstlevende isotoop, zijn eigenlijk te weinig gegevens bekend om te bepalen of het zich wel of niet als een alkalimetaal gedraagt.

## Naam
De term alkalimetaal komt van het Arabische woord voor potas; al-qalyah (القَلْيَة, "as van planten"). Potas is de oude benaming voor kaliumcarbonaat, dat gewonnen werd uit houtas. Door elektrolyse van gesmolten kaliumhydroxide, dat hij uit potas verkreeg, bereidde Sir Humphry Davy in 1807 voor het eerst het element kalium. Een verwijzing hiernaar vindt men in het Engels en Frans waarin kalium potassium wordt genoemd en in het Italiaans waarin het potassio heet.

## Kenmerken
De alkalimetalen hebben gemeen dat zij een elektronenconfiguratie van [X]ns1 hebben, waarin X een edelgas is. Dit betekent dat zij in de buitenste elektronenschil slechts één elektron in de s-orbitaal hebben. Dit heeft tot gevolg dat de alkalimetalen een vrij lage ionisatie-energie hebben, zodat zij gemakkelijk eenwaardig positieve ionen kunnen vormen om in de edelgasconfiguratie te komen. Hun hele chemische gedrag wordt daardoor beheerst; zij vormen dan ook gemakkelijk zouten met halogenen, zoals keukenzout (NaCl). Het zijn uitstekende reductoren en bijzonder onedel. Zij gaan gemakkelijk reacties aan met elektronegatieve elementen zoals zuurstof en jodium.
Alkalimetalen zijn goede thermische en elektrische geleiders die wat betreft de elektrische geleiding van alle metalen het ideaal van een vrij-elektrongeleider met een parabolische band het dichtst benaderen.
De elementen lithium, natrium, kalium en rubidium zijn zachte, zilverwitte metalen met een typische metaalglans. Ze moeten vanwege de hoge reactiviteit met zuurstof onder olie of anderszins afgesloten van de lucht bewaard worden, maar zelfs onder olie raakt de buitenkant bij natrium al geoxideerd. De kleur kan dus alleen gezien worden wanneer het blokje wordt doorgesneden. Het buitenste elektron van cesium heeft door relativistische effecten, waardoor het elektron uit de s-orbitaal als gevolg van de lengtekrimp dichter op de kern komt te zitten, een lagere energie en een hogere ionisatie-energie. Dit effect veroorzaakt een goudgele glans die ook bepalend is voor de kenmerkende kleur van goud.

## Voorkomen
Geen van de alkalimetalen komt in de natuur als gedegen element voor op aarde. Dit komt door de hoge reactiviteit. Wanneer zij in aanraking komen met lucht, vormen zij gelijk oxiden met de aanwezige zuurstof. Alkalimetalen reageren sterk exotherm met water onder vorming van een alkalihydroxide en waterstof. De alkalimetalen komen wel voor in zouten, voornamelijk van natrium en kalium.
Natrium komt vooral voor in keukenzout (NaCl), het meest voorkomende zout op Aarde, waarvan er grote zoutbronnen bestaan, maar ook in zee (hoewel een stuk onzuiverder). Kalium komt voor in sylviet (KCl), sylviniet (een mengsel van KCl en NaCl), en carnalliet (KCl · MgCl2 · 6 H2O). Natrium en kalium worden ook gewonnen uit andere mineralen, zoals borax en chilisalpeter, waar zij een bijproduct vormen bij de productie van bijvoorbeeld boor of stikstofverbindingen.
In tegenstelling tot natrium en kalium komen lithium, rubidium en cesium nauwelijks voor. Wanneer zij toch voorkomen, is dat in silicaat-mineralen.

## Gebruik
Van de alkalimetalen vindt natrium de meeste toepassingen, meestal in een verbinding. Zo is NaCl (keukenzout) een veel gebruikte stof (210 megaton in 2000), vooral in de chlooralkali-industrie en voor het ijsvrij houden van de wegen. NaOH (natriumhydroxide) (opgelost in water vormt het een zeer sterke base (NaOH(aq)) vindt veel toepassing in de synthese van organische chemicaliën, anorganische chemicaliën, de papierindustrie, zeepproductie, waterzuivering en aluminiumproductie. Natronloog, een waterige oplossing van natriumhydroxide, is de meestgebruikte sterke base.
Het metaal natrium vindt onder andere toepassing in oplaadbare batterijen. Hier reageert de natrium met zwavel tot Na2Sn. Ook lithium wordt gebruikt in batterijen, waarvoor het zeer geschikt is door de grote negatieve standaardelektrodepotentiaal, en wordt gebruikt in batterijen voor camera's in combinatie met ijzer(II)sulfide.

## Reacties
Alkalimetalen reageren heftig met zuurstofgas, maar reageren nog heftiger met water. Bij de reactie met water ontstaat namelijk MOH (M = alkalimetaal), H2 en warmte. De waterstof kan hierdoor ontbranden, waardoor de algehele reactie nog heftiger wordt. Door de hoge reactiviteit van alkalimetalen met water wordt natrium nog weleens gebruikt als droogmiddel (wateronttrekkend middel) voor koolwaterstoffen en ethers. Wanneer het natrium immers onaangetast blijft in de koolwaterstof, bevindt er zich geen water meer in. Wanneer een alkalimetaal reageert met een element uit de 17e groep van het periodiek systeem (een halogeen), noemen we het resultaat een alkalihalogenide.
De metalen reageren niet alleen met water, maar ook met andere verbindingen van waterstof en zuurstof, zoals OH-functies die gevonden worden in stoffen als methanol en ethanol. Met eventuele resten natrium moet na een reactie dan ook zeer zorgvuldig worden omgegaan, en meestal worden deze resten dan ook afgeblust, met zuivere ethanol of isopropanol. In het laatste geval ontstaat dan NaOCH(CH3)2. Deze reactie verloopt minder heftig, en is dan ook wat veiliger.

## Elementen
De elementen in deze groep zijn in het periodiek systeem hieronder gekleurd.
|             | 1 Ia        |             |                   |                   |                   |                   |                   |                   |                   |                   |                   |                   |         |        |        |        |         | 18 0   |
| 1           | 1 H         | 2 IIa       | Periodiek systeem | Periodiek systeem | Periodiek systeem | Periodiek systeem | Periodiek systeem | Periodiek systeem | Periodiek systeem | Periodiek systeem | Periodiek systeem | Periodiek systeem | 13 IIIa | 14 IVa | 15 Va  | 16 VIa | 17 VIIa | 2 He   |
| 2           | 3 Li        | 4 Be        |                   |                   |                   |                   |                   |                   |                   |                   |                   |                   | 5 B     | 6 C    | 7 N    | 8 O    | 9 F     | 10 Ne  |
| 3           | 11 Na       | 12 Mg       | 3 IIIb            | 4 IVb             | 5 Vb              | 6 VIb             | 7 VIIb            | 8 VIIIb           | 9 VIIIb           | 10 VIIIb          | 11 Ib             | 12 IIb            | 13 Al   | 14 Si  | 15 P   | 16 S   | 17 Cl   | 18 Ar  |
| 4           | 19 K        | 20 Ca       | 21 Sc             | 22 Ti             | 23 V              | 24 Cr             | 25 Mn             | 26 Fe             | 27 Co             | 28 Ni             | 29 Cu             | 30 Zn             | 31 Ga   | 32 Ge  | 33 As  | 34 Se  | 35 Br   | 36 Kr  |
| 5           | 37 Rb       | 38 Sr       | 39 Y              | 40 Zr             | 41 Nb             | 42 Mo             | 43 Tc             | 44 Ru             | 45 Rh             | 46 Pd             | 47 Ag             | 48 Cd             | 49 In   | 50 Sn  | 51 Sb  | 52 Te  | 53 I    | 54 Xe  |
| 6           | 55 Cs       | 56 Ba       | ↓                 | 72 Hf             | 73 Ta             | 74 W              | 75 Re             | 76 Os             | 77 Ir             | 78 Pt             | 79 Au             | 80 Hg             | 81 Tl   | 82 Pb  | 83 Bi  | 84 Po  | 85 At   | 86 Rn  |
| 7           | 87 Fr       | 88 Ra       | ↓↓                | 104 Rf            | 105 Db            | 106 Sg            | 107 Bh            | 108 Hs            | 109 Mt            | 110 Ds            | 111 Rg            | 112 Cn            | 113 Nh  | 114 Fl | 115 Mc | 116 Lv | 117 Ts  | 118 Og |
|             |             |             |                   |                   |                   |                   |                   |                   |                   |                   |                   |                   |         |        |        |        |         |        |
| Lanthaniden | Lanthaniden | Lanthaniden | 57 La             | 58 Ce             | 59 Pr             | 60 Nd             | 61 Pm             | 62 Sm             | 63 Eu             | 64 Gd             | 65 Tb             | 66 Dy             | 67 Ho   | 68 Er  | 69 Tm  | 70 Yb  | 71 Lu   |        |
| Actiniden   | Actiniden   | Actiniden   | 89 Ac             | 90 Th             | 91 Pa             | 92 U              | 93 Np             | 94 Pu             | 95 Am             | 96 Cm             | 97 Bk             | 98 Cf             | 99 Es   | 100 Fm | 101 Md | 102 No | 103 Lr  |        |